# Sverre Sørsdal
Sverre Sørsdal (n. 5 august 1900, Comuna Hamar, Hedmark, Norvegia – d. 21 martie 1996, Comuna Gjøvik, Oppland, Norvegia) a fost un boxer ce a reprezentat Norvegia, medaliat olimpic. A participat la 3 ediții ale Jocurilor Olimpice (1920, 1924, 1928) în care a câștigat o medalie de argint și o medalie de bronz.